# Seebach (Familienname)
Seebach ist ein Familienname, der vor allem im deutschsprachigen Raum vorkommt.

## Namensträger
- Albin Leo von Seebach (1811–1884), deutscher Diplomat
- Arthur von Seebach (1856–1916), deutscher Generalleutnant
- Camillo von Seebach (1808–1894), deutscher Politiker
- Carl von Seebach (1809–1877), deutscher Politiker
- Charlotte von Seebach  (1777–1849), Schriftstellerin, siehe Charlotte von Ahlefeld
- Christian von Seebach (1793–1865), deutscher Forstmann
- Dieter Seebach (* 1937), deutscher Chemiker
- Elise Seebach (1806–1878), deutsche Schauspielerin
- Friedrich Johann Christoph Heinrich von Seebach (1768–1847), deutscher Generalmajor
- Gerhard Seebach (1946–2008), österreichischer Bauforscher und Denkmalpfleger
- Gert-Hagen Seebach (* 1943), deutscher Regisseur

- Hans Seebach (1872–1932), österreichischer Schriftsteller, siehe Hans Demel (Schriftsteller)
- Hans von Seebach (um 1380–nach 1422), deutscher Amtmann
- Hans Adolph Wilhelm von Seebach (1694–1772), deutscher Rittergutsbesitzer und Landdrost
- Hans August von Seebach († 1779), deutscher Rittergutsbesitzer und Kammerherr
- Heini Seebach (1937–2023), deutscher Fußballspieler
- Helmut Seebach (* 1954), deutscher Volkskundler, Historiker und Kulturschaffender
- Holger Seebach (1922–2011), dänischer Fußballspieler
- Johann Andreas Seebach (1777–1823), deutscher Organist
- Johann Georg Seebach (1684–1721), deutscher Pfarrer und Kirchenlieddichter
- Johann Wilhelm von Seebach (1677–1757), deutscher Generalmajor
- Karl von Seebach (1839–1880), deutscher Geologe
- Karl Seebach (Mathematiker) (1912–2007), deutscher Mathematiker und Didaktiker
- Kurt Seebach (* 1928), deutscher Politiker (SED)
- Lothar von Seebach (1853–1930), deutscher Maler und Radierer
- Marie Seebach (1829–1897), deutsche Schauspielerin
- Nikolaus Graf von Seebach (1854–1930), deutscher Kapellmeister und Theaterintendant
- Ottocar Johann Ernst Ludwig von Seebach († 1781), fürstlich-sachsen-gothaischer Geheimer Rat, Konsistorialpräsident und Rittergutsbesitzer
- Rasmus Seebach (* 1980), dänischer Musiker
- Thilo von Seebach (1890–1966), deutscher Vizeadmiral
- Tommy Seebach (1949–2003), dänischer Musiker
- Wilhelm Friedrich Seebach (1798–1863), deutscher Schauspieler und Komiker
- Wilhelmine Seebach (1832–1911), deutsche Schauspielerin